# Trois Filles à marier
Pour plus de détails, voir Fiche technique et Distribution.
Trois Filles à marier (titre original : For Love or Money) est un film américain réalisé par Michael Gordon, sorti en 1963.

## Synopsis
Chloe Brasher (Thelma Ritter) désire marier ses trois filles selon son propre goût. Afin de trouver des prétendants, elle fait appel à l'avocat « Deke » Gentry (Kirk Douglas). Il réussit à caser rapidement les deux aînées mais échoue lamentablement avec Kate (Mitzi Gaynor), la dernière qui est également la plus brillante des trois. La raison : Il tombe amoureux d'elle…

## Fiche technique
- Titre original : For love or money[1]
- Réalisation : Michael Gordon
- Scénario : Larry Markes et Michael Morris
- Photographie : Clifford Stine
- Montage : Alma Macrorie
- Musique : Frank De Vol
- Costumes : Dorothy Drake
- Pays de production  :  États-Unis
- Producteur : Robert Arthur
- Société de production : Atlantic Films
- Société de distribution : Universal Pictures
- Langue : Anglais
- Format : Couleur — 35 mm — 1,85:1 — Son : Mono (Westrex Recording System)
- Genre : Comédie
- Durée : 108 minutes (1 h 48)
- Dates de sortie :
  - États-Unis : 7 août 1963 (New York)
  - France : 11 septembre 1963
  - Allemagne de l'Ouest : 13 septembre 1963

## Distribution
- Kirk Douglas (VF : Roger Rudel) : Donald Kenneth « Deke » Gentry
- Mitzi Gaynor : Kate Brasher
- Gig Young (VF : Philippe Mareuil) : John Dayton « Sonny » Smith
- Thelma Ritter (VF : Lita Recio) : Chloe Brasher
- Julie Newmar (VF : Jeanine Freson) : Bonnie Brasher
- William Bendix (VF : Jean-Henri Chambois) : Joe Fogel
- Leslie Parrish : Jan Brasher
- Richard Sargent (VF : Serge Lhorca) : Harvey Wofford
- William Windom : Sam Travis
- Ina Victor : la nourrice
- Elizabeth MacRae : Marsha
- Gabrielle Tozza : Linda
- Willard Sage (VF : Gérard Férat) : Orson Roark
- Alvy Moore : George
- José Gonzales-Gonzales (VF : Henry Djanik) : Jose
- Bill Halop (VF : Jean Berton) : l'opérateur de l'ascenseur
- Theodore Marcuse (VF : Claude Bertrand) : un artiste
- Don Megowan (VF : Raymond Loyer) : Gregor Garrison
- Paul Frees (VF : René Lebrun) : Ship radio
- Charles Thompson (en) (VF : Fernand Fabre) : oncle Ben
- Phil Chambers (VF : Raymond Loyer) : le capitaine du Crabe

## Récompenses et distinctions
- Nomination aux Golden Globe de la révélation féminine de l'année de Leslie Parrish pour le rôle de Jan Brasher.